# Stenata
Stenata este o arie protejată (arie de protecție specială avifaunistică — SPA) din Bulgaria întinsă pe o suprafață de 79,73 ha, integral pe uscat.

## Localizare
Centrul sitului Stenata este situat la coordonatele 44°01′33″N 26°33′54″E / 44.025833°N 26.565°E.

## Înființare
Situl Stenata a fost declarat arie de protecție specială avifaunistică în martie 2007 pentru a proteja 10 specii de animale.

## Biodiversitate
Situată în ecoregiunea continentală, aria protejată nu include niciun habitat protejat.
La baza desemnării sitului se află mai multe specii protejate de  păsări (10): uliu cu picioare scurte (Accipiter brevipes), fâsă-de-câmp (Anthus campestris), acvilă țipătoare mică (Aquila pomarina), șorecarul comun (Buteo buteo), barză neagră (Ciconia nigra), dumbrăveancă (Coracias garrulus), acvilă pitică (Hieraaetus pennatus), sfrâncioc roșiatic (Lanius collurio), prigoare (Merops apiaster), viespar (Pernis apivorus)
Pe lângă speciile protejate, pe teritoriul sitului au mai fost identificate 1 specie de păsări.